# 나이오븀-주석

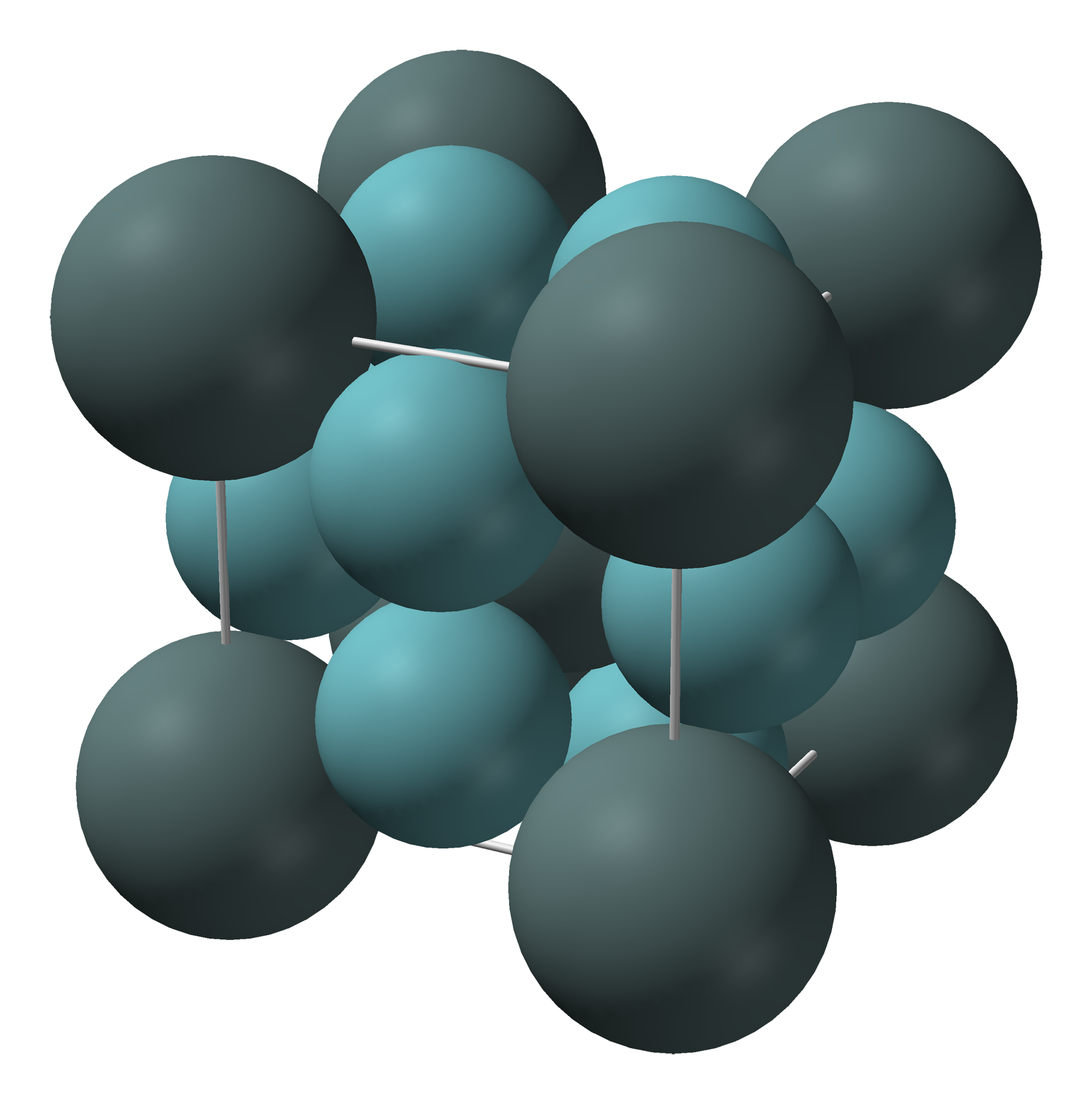
Unity cell of the A15 phases of Nb_{3}Sn

니오븀-주석(Niobium–tin, Nb3Sn) 은 1954년 초전도체로서 발견된 금속성의 화합물로서, 니오븀(Nb)과 주석(Sn)의 합금이다. 이 합금은 타입-2 초전도체로서 산업에서 사용한다. 이 합금은 A15 phase 초전도체이며, 니오븀-타이타늄(NbTi) 합금보다 비싸지만, 15테슬라(T)를 견디는 니오븀-타이타늄에 비해, 최대 30테슬라 에 달하는 자기장을 견딜 수 있다.
이 합금의 초전도 온도는 18.3K이다. 이 합금은 보통 액체 헬륨의 끓는 점인 4.2K에서 사용된다.

## 용도
Nb3Sn 은 매우 부스러지기 쉽기 때문에, 초전도 자석으로 만들기 위해 도선으로 만들기 어렵다. 이를 극복하기 위해 도선 제작자들은 니오븀-주석 도선을 제작하기 전에 니오븀이 들어있는 합금과 주석이 들어있는 합금을 이용해 미리 모양을 만들고 열을 가해 반응시켜 초전도 도선을 만든다.

powder-in-tube 공정을 이용해 도선을 만드는 방법도 사용되고 있다. 니오븀-주석 와이어를 열처리 이후에 감아 만드는 경우도 있다.
현재 쓰이고 있는 NMR 기기의 자기장이 높게 걸리는 부분은 니오븀-주석 와이어를 이용해 만들어진다.

## 역사
Nb3Sn 은 1954년에 초전도체로 발견되었으며, 이는 최초의 A3B 초전도체인 V3Si 발견후 1년 뒤이다. 1961년 니오븀-주석이 높은 전류밀도와 높은 자기장 하에서도 초전도를 유지한다는 것이 밝혀졌으며, 이는 고밀도 전류와 자기장을 견뎌, 전자 부품을 만들 수 있었던 최초의 초전도체였다.

## 특수 응용
핵융합로로 개발되고 있는 ITER의 초전도 자석 중심부에는 니오븀-주석 합금이 사용되고 있다.
. 중심부의 솔레노이드 코일은 13.5T를 낼 수 있으며, 토로이드 코일은 11.8T까지 내도록 설계되어있다. ITER 프로젝트는 600톤의 Nb3Sn과, 250톤의 NbTi를 사용할 예정이다..
LHC를 개조하는데에도 니오븀-주석을 이용한 초전도자석이 이용될 예정이다.